# جورج مارش
جورج مارش (بالإنجليزية: George Marsh)‏ هو عازف جاز أمريكي، ولد في 1900، وتوفي في 1 أبريل 1962.